# Baricella
Baricella is een gemeente in de Italiaanse metropolitane stad Bologna (regio Emilia-Romagna) en telt 5990 inwoners (31-12-2004). De oppervlakte bedraagt 45,6 km², de bevolkingsdichtheid is 125 inwoners per km².
De volgende frazioni maken deel uit van de gemeente: San Gabriele, Mondonuovo, Passo Segni.

## Demografie
Baricella telt ongeveer 2448 huishoudens. Het aantal inwoners steeg in de periode 1991-2001 met 14,7% volgens cijfers uit de tienjaarlijkse volkstellingen van ISTAT.
| Jaar | Inwoneraantal |
| ---- | ------------- |
| 1991 | 4905          |
| 2001 | 5624          |

## Geografie
De gemeente ligt op ongeveer 11 meter boven zeeniveau.
Baricella grenst aan de volgende gemeenten: Argenta (FE), Budrio, Ferrara (FE), Malalbergo, Minerbio, Molinella, Poggio Renatico (FE).

## Impressie

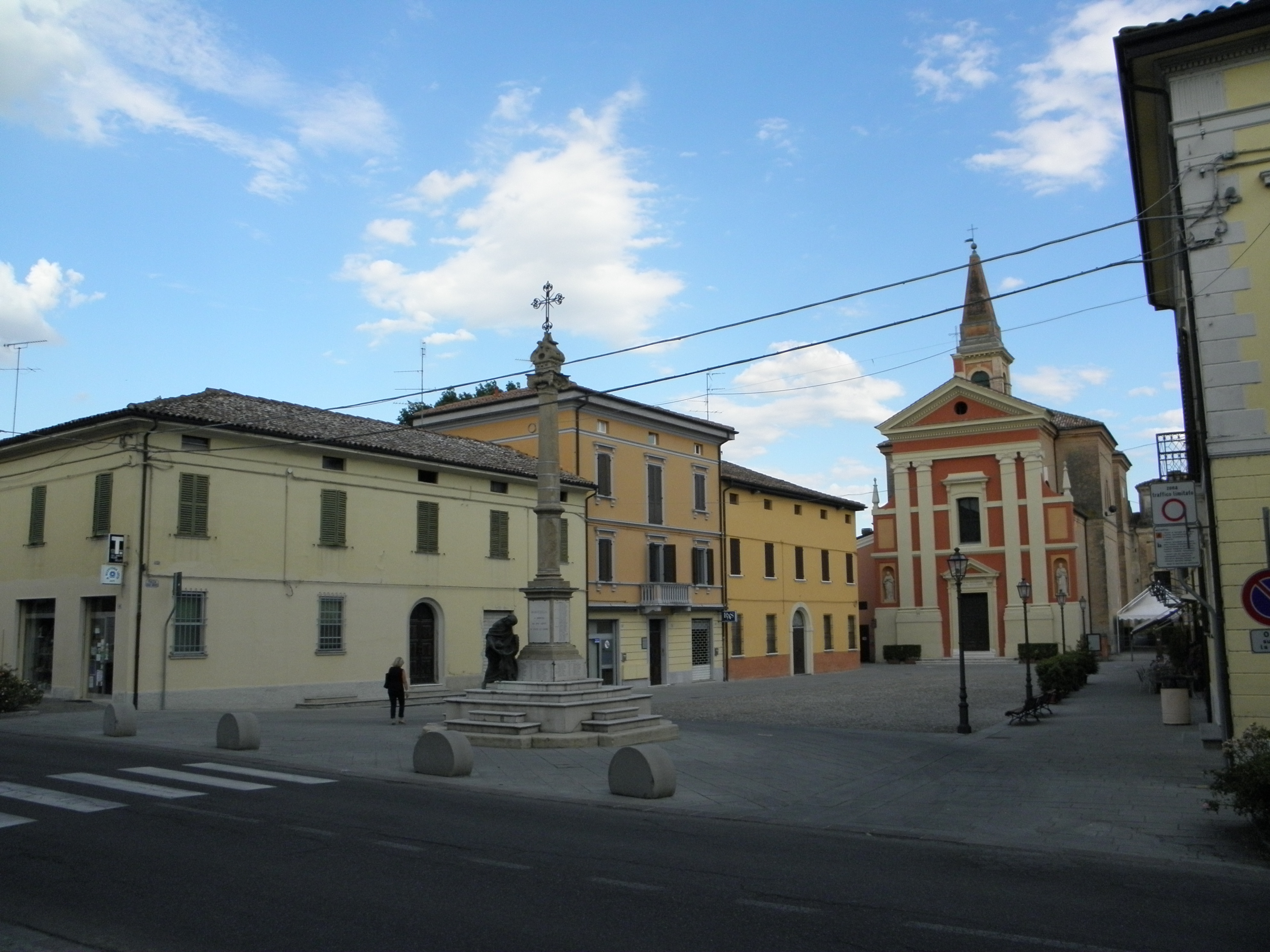
Piazza Carducci
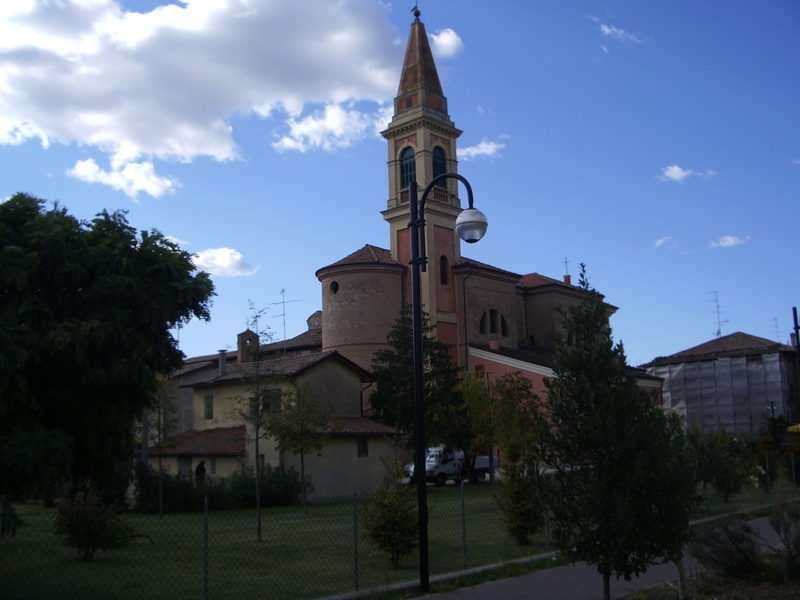
Kerk